# Década de 180
Séculos: (Século I - Século II - Século III)
Décadas: 130 140 150 160 170 - 180 - 190 200 210 220 230
Anos: 180 - 181 - 182 - 183 - 184 - 185 - 186 - 187 - 188 - 189